# Kapela sv. Marka Evanđelista na Gradincu
Kapela sv. Marka Evanđelista je rimokatolička kapela na Gradincu u Šikari. Posvećena je sv. Marko Evanđelistu. Spomenik kulture i arheološki je lokalitet. Arheološki lokalitet Gradinac je 12. svibnja 2017. je oštećen. Pljačkaš je pokušao skinuti bakar s krova kapele kojim je kapela pokrivena, pri čemu je propao kroz krov te je oštetio tavanicu i strop, čime je počinio veliku štetu na ovom spomeniku kulture. Zbog toga ovaj spomenik treba posebnu pozornost javnosti.